# Kohei Matsumoto
Kohei Matsumoto (født 31. juli 1994) er en japansk fodboldspiller, som spiller for den japanske fodboldklub SC Sagamihara.